# Alexandra Cuadrat i Capdevila
Alexandra Cuadrat i Capdevila (Alcoletge, el Segrià, 1968) és una escriptora, guionista i advocada catalana.
Llicenciada en Dret per la Universitat de Lleida, ha exerci d'advocada durant diversos anys. Durant la seva trajectòria laboral, ha treballat en diferents administracions, combinant la seva feina amb l'escriptura.
Com a escriptora, ha publicat “Cementiri marí”, finalista del Premi “Víctor Mora” de narrativa breu (2003), o la novel·la, La casa d'Escorpí (2005). El 2008, el Diari Segre publica el seu relat “Escatingus”, il·lustrat per Jordi Zaldívar, dins d'una selecció de narracions d'estiu a càrrec de l'escriptor Emili Bayo.
L’any 2013 va publicar la novel·la de misteri Asesinato en el archivo (De París, edicions).
L’any 2015, funda, juntament amb l’Annabel Encontra Pons, l’editorial Apostroph, on editen llibres de diferents temàtiques, sobretot en català, i organitzen actes culturals i artístics, entre els quals destaca el Festival de Literatura de Terror, Torrebesses Tremola, inspirat en els fets de Vil·la Diodati, en el seu 200 aniversari. Durant cadascuna de les 3 edicions que va tenir el festival, celebrat a Torrebesses (el Segrià), durant un cap de setmana de lluna plena, prop del dia de difunts, 4 escriptors es van tancar amb l’objectiu d’escriure relats de terror.
L’any 2016, coincidint amb la tasca editorial, és el més prolífic: amb el relat “Basquiat” participa en l’antologia Assassins de Ponent (Llibres del delicte) i publica la segona novel·la en català, Memòria d’un crim, un whodunit que ambienta al poble de L'Escala (Alt Empordà), ple de retrets, traïcions i venjances forjades els anys de la Guerra Civil espanyola. També experimenta altres gèneres literaris, com l’anecdotari polític De bon rotllo!, i la guia turística literària Guia del Quixot per terres de parla catalana, ambdós llibres coescrits amb Annabel Encontra Pons.
L’any 2018 publica la novel·la Mishmash, una comèdia d’embolics que va escriure conjuntament amb Annabel Encontra i Yolanda Llubes, totes tres sota el pseudònim Carrie Bridges.
El mateix any, les fundadores van vendre l’editorial Apostroph a l’editor Bernat Ruiz Domènec. Durant aquest període, participa en la 3a edició del Festival de Literatura de Terror, Torrebesses Tremola, juntament amb els escriptors Adrià Pujol Cruells, Pep Prieto i Andrea Jofre. D’aquesta experiència en surt el relat de terror “L’exorcisme”, que publica Apostroph en l’antologia Contes de Terror 3 (2019).
Sovint escriu reportatges per a “Lectura”, dominical del Segre (diari), principalment de temàtica històrica, turística i de misteri, com “El Front del Segre” (2019), “Els búnquers de la Cerdanya. L’obsessió de Franco pel Pirineu” (2018), “La Lleida literària. La petjada de Hemingway, Orwell i Saint-Exupéry” (2018), “El cementiri desconegut” (2017), “Expedients X de Ponent” (2017) i “Silenci, rodem!” (2017), entre altres.
És una de les autores incloses en el documental Lletres en la boira, dirigit per Octavi Espuga, el qual tracta el fenomen literari que té lloc a les terres de Lleida pel que fa al gènere negre, amb la participació dels escriptors més destacats del territori.
L’any 2019, per encàrrec de l’Associació de la Festa de Moros i Cristians de Lleida, escriu el text satíric de les Ambaixades, representat en públic durant les Festes de maig d’aquell any.
Des del maig de 2024, publica setmanalment la columna “La bona vida” al diari Segre.
L’any 2025, publica el relat “Rosa obscura” en el recull Escata de drac, de la Paeria de Lleida, juntament amb altres quatre autors lleidatans.
En paral·lel a la seva trajectòria com a escriptora i editora, també ha participat en la vida política, exercint de diputada provincial del Partit dels Socialistes de Catalunya (PSC) per Lleida. També fou l'alcaldessa d'Alcoletge, la seva ciutat natal, entre els anys 2007 i 2011 i entre el 2011 i el 2015. També va ser vicepresidenta tercera del Consell Comarcal del Segrià entre els anys 2007 i 2011.
L’any 2017 es va desvincular del PSC i de la política en general.